# Ca l'Ardet
Ca l'Ardet és una obra de Calafell (Baix Penedès) protegida com a Bé Cultural d'Interès Local.

## Descripció
Es tracta d'un edifici de planta trapezoïdal, amb dues façanes que donen a la via pública, constituït per planta baixa i dues plantes altes. La coberta és de dues vessants, una a cada façana, amb ràfec i tortugada. Té un cos afegit a la part posterior, format per planta baixa i una planta alta, el qual té una coberta plana transitable (terrat) i un cobert amb teulada inclinada.